# Statue de Sergueï Kirov
La statue de Sergueï Kirov (en russe : Памятник Сергею Мироновичу Кирову) est un monument dans la ville de Rostov-sur-le-Don, dans l'oblast de Rostov, en Russie. Elle a été inaugurée en 1939.

## Histoire
Au printemps de 1918, Sergueï Mironovitch Kirov était à Rostov où il participa au Premier Congrès de la République soviet du Don.
La statue de Sergueï Kirov a été inaugurée le 30 avril 1939. Le monument a été installé dans le parc, qui a été nommé parc de Kirov. À la place actuelle de la statue, se trouvait une église qui a été démolie en 1930. Selon une légende de la ville, les dalles de marbre qui restaient de l'église ont été utilisées comme matériau pour le monument.
Pendant la Grande Guerre patriotique, les habitants de Rostov ont sauvé le monument de la destruction et l'ont enterré. En 1945, le monument a été restauré.
Le monument de Kirov était inscrit au patrimoine culturel d'importance fédérale, mais en 1997 son statut a été réduit à celui de monument d'importance régionale.